# Paul Bocuse
Paul Bocuse (født 11. februar 1926 i Lyon, Frankrig, død 20. januar 2018 sm.st.) var en fransk kok, gastronom og kogebogsforfatter. Bocuse er (måske) den mest verdensberømte kok og grundlæggeren af cuisine traditionnelle (det traditionelle køkken) og la grande cuisine, forløberen for la nouvelle cuisine (det nye køkken). Han har fået tildelt tre stjerner i Michelinguiden uafbrudt siden 1965. I 1987 indstiftede han prisen: les Bocuse d'Or, der den dag i dag betragtes som den fornemmeste pris, og det uofficielle verdensmesterskab i kokkekunst.